# 中性 (小說)
《中性》（英語：Middlesex）是美國小說家傑佛瑞·尤金尼德斯2002年的普立茲小說獎得獎小說。書中人物和情節部分取材自作者生平，以及他對自身所承希臘文化的所見所聞。尤金尼德斯在閱讀了法國雙性人巴賓的回憶錄後，因不滿意書中有關雙性者生理、心理的論述，而決定創作《中性》一書。

## 劇情簡介
敘事者及主角卡爾·史蒂芬尼德（原名卡莉歐琵）是擁有希臘血統的雙性人，因為患有5-α-還原酶基因缺陷而發展出女性性狀。小說前半寫卡爾的家族，描述1922年卡爾的祖父母自小亞細亞的小城斯麥納移民到美國，並漸為美國社會同化。小說後半，背景設在20世紀晚期，描繪卡爾在故鄉底特律的成長生活，以及他面對性別認同問題、獨身前往舊金山。

## 外部連結
- Middlesex （页面存档备份，存于） at Oprah's Book Club
- Middlesex （页面存档备份，存于） at The Pulitzer Prizes
- Middlesex的馆藏信息（WorldCat在线联合目录）<